# Marc Pomponi (tribú 362 aC)
Marc Pomponi (en llatí Marcus Pomponius) va ser un magistrat romà del segle iv aC. Formava part de la gens Pompònia, una família romana d'origen plebeu.
Va ser elegit tribú de la plebs l'any 362 aC i va presentar una acusació contra Luci Manli Capitolí Imperiós que havia estat dictador l'any anterior, per crueltat i tirania en les seves actuacions. Però es va veure obligat a retirar els càrrecs obligat pel fill de l'acusat, de nom Luci Manli Torquat, que va entrar a casa del tribú i el va amenaçar de mort sinó retirava immediatament l'acusació.